# Faliero Rosati
Faliero Rosati (Pisa, 17 ottobre 1946) è uno sceneggiatore e regista cinematografico italiano.

## Biografia
Dopo una lunga gavetta come aiuto-regista di Michelangelo Antonioni, alcune sceneggiature scritte per altri (Kleinhoff Hotel, regia di Carlo Lizzani, 1977) e un'attività parallela da critico militante, esordisce dietro la macchina da presa con il film per la TV Morte di un operatore (1979), opera che mostra l'influenza di Antonioni sul suo stile. Il film partecipa all'VIII Premio per Autori Cinematografici Italiani "Angelo Rizzoli", vincendo il premio Cinema giovane (insieme con i film Passaggi di Claudio Fragasso e Volontari per destinazione ignota di Alberto Negrin). Anche il successivo lungometraggio, Il momento dell'avventura, il primo per il cinema, si segnala per lo stile antonioniano, e viene inserito in concorso nell'edizione del 1983 di Venezia Giovani.
Nel 1988 si misura con il thriller Qualcuno in ascolto (High Frequency), ma negli anni novanta e duemila la sua attività principale rimane quella di sceneggiatore per serie televisive (I.A.S. - Investigatore allo sbaraglio, regia di Giorgio Molteni) di cui in qualche caso è anche regista (Il segno della scimmia, 1997).

## Filmografia

### Sceneggiatore
- Fuori gioco, regia di Paolo Benvenuti - cortometraggio (1969)
- Campa carogna... la taglia cresce, regia di Giuseppe Rosati (1973)[8]
- Kleinhoff Hotel, regia di Carlo Lizzani (1977)
- Morte di un operatore, regia di Faliero Rosati - film TV (1979)
- Uomini e no, regia di Valentino Orsini (1980)
- Il momento dell'avventura, regia di Faliero Rosati (1983)
- Qualcuno in ascolto (High Frequency), regia di Faliero Rosati (1988)
- L'esploratore, episodio del film Esercizi di stile, regia di Faliero Rosati (1996)
- Deserto di fuoco, regia di Enzo G. Castellari - serie TV (1997)
- Il segno della scimmia, regia di Faliero Rosati - film TV (1997)
- Michele Strogoff - Il corriere dello zar, regia di Fabrizio Costa - serie TV (1999)
- I.A.S. - Investigatore allo sbaraglio, regia di Giorgio Molteni - film TV (1999)
- Aleph, regia di Gianni Lepre - film TV (2000)
- Giochi pericolosi, regia di Alfredo Angeli - film TV (2000)
- Il commissario, regia di Alessandro Capone - serie TV (2002)
- Orgoglio, regia di Giorgio Serafini e Vincenzo Verdecchi - serie TV, episodio 3x12 (2006)
- Dottor Clown, regia di Maurizio Nichetti - serie TV (2008)

### Regista
- Morte di un operatore - film TV (1979)
- L'addio a Enrico Berlinguer, co-regia - documentario (1984)
- Il momento dell'avventura (1983)
- Qualcuno in ascolto (High Frequency) (1988)
- Cronaca nera - film TV (1992)
- L'esploratore, episodio del film Esercizi di stile (1996)
- Il segno della scimmia - film TV (1997)

## Pubblicazioni
- 1968-1972: esperienze di cinema militante, Bianco e nero, Società Gestioni Editoriali, 1973

## Riconoscimenti
- 1979 – VIII premio per autori cinematografici italiani Angelo Rizzoli
  - Premio cinema giovane a Morte di un operatore
- 1990 – Icaro d'oro – Cinema Sottozero
  - Icaro d'oro a Qualcuno in ascolto[9]